# Berberis hsuyunensis
Berberis hsuyunensis är en berberisväxtart som beskrevs av Hsiao och Sung. Berberis hsuyunensis ingår i släktet berberisar, och familjen berberisväxter. Inga underarter finns listade i Catalogue of Life.